# Mario Party 5
Mario Party 5 is een partyspel voor de Nintendo GameCube, in Europa uitgebracht op 5 december 2003. Het spel werd ontworpen door Hudson Soft en uitgegeven door Nintendo. Het is de vijfde titel uit de serie van Mario Party. Mario Party 5 kent meer dan 60 nieuwe mini-games en 7 speelborden met elk hun eigen thema.

## Speelbare personages
- Mario
- Luigi
- Peach
- Yoshi
- Wario
- Waluigi
- Daisy
- Toad
- Boo
- Koopa Kid

## Spelborden
- Toy Dream
- Sweet Dream
- Future Dream
- Undersea Dream
- Rainbow Dream
- Pirate Dream
- Bowser Nightmare